# Ярмулович, Ромуальд
Ромуальд Ярмулович (пол. Romuald Jarmułowicz; 4 августа 1877, Буйны — 1944, Варшава) — польский социалист, политический, общественный и профсоюзный деятель. Активист ППС и Польской военной организации, участник борьбы за независимость Польши. Во Второй Речи Посполитой — сенатор Польши, мэр Ченстохова. Член ППС—Прежняя революционная фракция, деятель Беспартийного блока сотрудничества с правительством и санационных профсоюзов. Погиб в Варшавском восстании.

## Врач и подпольщик
Родился в крестьянской семье. Получил медицинское образование в Варшаве и Санкт-Петербурге. Работал хирургом на металлургическом заводе и в больнице Ченстохова.
С 1898 — член ППС. Организовал в больнице конспиративный пункт медицинской помощи боевикам ППС. С 1914 состоял в Польской военной организации. Носил подпольный псевдоним Smyk.
Во время Первой мировой войны, при немецкой оккупации, был избран в мае 1914 муниципальным депутатом Ченстохова. В феврале 1918 организовал акцию протеста против Брестского мира кайзеровской Германии с большевистской Россией. Был арестован немецкими властями, приговорён к смертной казни, заменённой на 10 лет заключения. Из магдебургской тюрьмы освобожден Ноябрьской революцией.

## Социалистический политик. Мэр Ченстохова
Вернувшись в Ченстохов, вновь работал хирургом в больнице Пресвятой Девы Марии. Состоял в городском Исполкоме Совета рабочих делегатов. Как представитель ППС некоторое время исполнял обязанности мэра Ченстохова. Входил в руководящий орган союза кооперативов, возглавлял местный фонд медицинского страхования. С февраля 1927 — сенатор Польши.
С ноября 1927 Ромуальд Ярмолович — мэр Ченстохова. Занимал этот пост в течение четырёх лет. Сыграл видную роль в создании хозяйственной инфраструктуры города, в частности, системы городского общественного транспорта. Он пытался проводить социалистическую политику в духе партийных установок ППС, в частности, объявлял Первое мая 1928 нерабочим днём, но постоянно конфликтовал с крайними радикалами, от коммунистов до национал-популистов. При этом современные польские историки полагают, что в тот период Ярмулович не был близок к политическому руководству режима Санации.
Ромуальд Яромолович был награждён Орденом Возрождения Польши, Крестом Независимости, Крестом Храбрых.

## Социалист-пилсудчик
В 1931, оставив пост мэра, Ромуальд Ярмулович перешёл из ППС в партию ППС—Прежняя революционная фракция — политическую организацию социалистов, безоговорочно поддерживавших маршала Пилсудского и его режим. При расколе партии Ярмулович поддержал сторонников Енджея Морачевского, которые — в отличие от группы Раймунда Яворовского — готовы были отступить от идеологических установок из лояльности правительству.
Ромуальд Ярмулович возглавлял в Ченстохове отделение Беспартийного блока сотрудничества с правительством и организацию проправительственного профобъединения ZZZ.

## Гибель в Варшавском восстании
В период нацистской оккупации переселился в Варшаву. В 1944 Ромуальд Ярмулович примкнул к Варшавскому восстанию и погиб в ходе боёв. Точная дата и обстоятельства смерти неизвестны.